# Троє Гаррідебів
«Тро́є Гарріде́бів» (англ. The Adventure of the Three Garridebs) — твір із серії «Архів Шерлока Холмса» Артура Конана Дойла. Уперше опубліковано у Strand Magazine у 1924 році.

## Сюжет
Шерлок Холмс отримує лист від Натана Гаррідеба, який шукає людину з таким же прізвищем як і в нього. Це означатиме, що він виграє 5 млн доларів. Таку інформацію йому надав Джон Гаррідеб з Канзасу, який мав знайти двох людей.
Незабаром до детектива навідується Джон Гаррідеб, який не дуже задоволений, що Натан попросив допомоги в Холмса. За його словами він зустрів мільйонера Александра Гаррідеба, який залишив йому нерухомість вартістю 15 млн доларів, які Джон зможе отримати, знайшовши ще двох людей з їхнім рідкісним прізвищем. Він приїхав до Англії, бо в США йому не вдалося таких знайти. Поки що він знайшов тільки Натана. У розповіді гостя Холмс помічає декілька не відповідностей, але вирішує не втручатися в його монолог.
Натан Гаррідеб літній дивак, який колекціює різні речі. Приїздить Джон, який повідомляє, що він знайшов третього Гаррідеба — Говарда, який подав оголошення в газету. Холмс помічає певні помилки та американізми в газеті, що може свідчити лише про неправду.
Незважаючи на заперечення Натана Джон просить його поїхати в Бірмінгем, щоб поговорити з Говардом. Одразу Холмсу стає все зрозуміло — Джону потрібно звільнити кімнату на певний час від старого.
На наступний день Холмс навідується в Скотленд-Ярд, де Лестрейд повідомляє йому, що справжнє ім'я Джона Гаррідеба — Джеймс Вінтер, відомий також як Убивця Еванс. Якого мали повісити, але певні пом'якшувачі обставини дозволили цього уникнути. Він убив фальшивомонетника Роджера Прескота, який раніше жив там, де зараз мешкає Натан Гаррідеб.
На наступний день, коли Натан Гаррідеб поїхав до Бірмінгему, Холмс з Вотсоном приходять до його помешкання, щоб слідкувати за Вінтером. У підлозі виявляється маленький підвал. Вони захопили злочинця, але йому вдалося поранити Вотсона. У підвалі детектив з доктором знаходять друкарську машинку та фальшиві гроші.
Вінтера посаджено до в'язниці. Натана Гаррідеба відправлено до будинку для людей похилого віку. Поліція задоволена, що їй вдалося знайти друкарську машинку.

## Галерея
Художник — Говард Елкок.

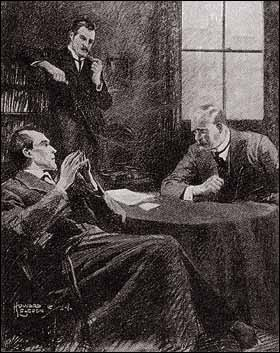
Холмс, Вотсон та Джон Гаррідеб
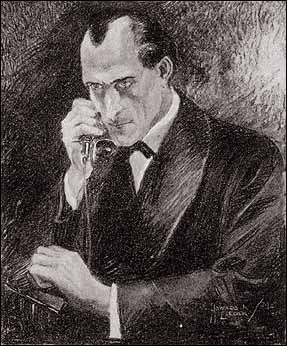
Холмс спілкується по телефону
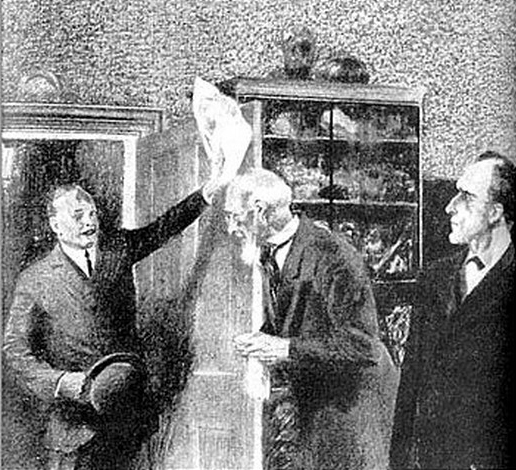
Джон Гаррідеб приходить до Натана, коли того навідують Холмс та Вотсон
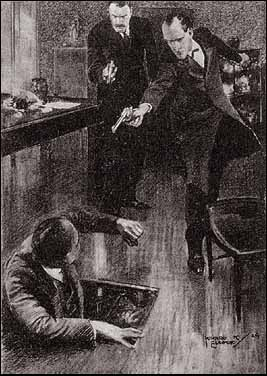
Холмс та Вотсон направляють зброю на Джона Гаррідеба, який вилазить з підвалу
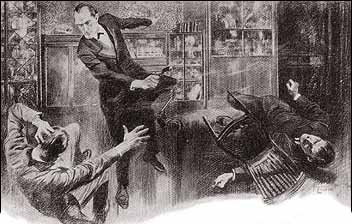
Холмс б'є руків'ям револьвера Джона Гаррідеба